# Prix des carburants non routiers en France
Pour les carburants routiers, voir Prix des carburants routiers en France.
Le prix des carburants non routiers en France est le prix des carburants utilisés en France et destinés à des usagers non routiers, à savoir le gazole non routier utilisé dans les secteurs agricoles, forestiers, fluviaux ou des travaux publics, les carburants marins utilisés par les cargos ou bateaux de pêche ou les carburéacteurs utilisés par les avions.
Depuis 2011, le gazole non routier a remplacé le fioul domestique pour les usages non routiers terrestres, dont l’usage est désormais limité aux installations fixes.
Ce prix soumis à la concurrence, tant internationale sur le marché pétrolier que nationale. La taxation de ces carburants fait l'objet de dispositions spéciales.

## Notion de carburant non routier
Un carburant est un combustible qui alimente un moteur à combustion interne (véhicule, fusée, etc.) en transformant l'énergie chimique du carburant en énergie mécanique ou en poussée. Dans leur immense majorité, les carburants sont des liquides, ce qui permet d’obtenir un excellent compromis entre la compacité, la facilité et la sécurité de mise en œuvre. Les carburants gazeux (gaz naturel, gaz de pétrole liquéfié (GPL)) se développent pour des usages spéciaux (circulation urbaine), en raison de leur caractère peu polluant.
Les carburants sont classifiés en trois catégories :
- les essences alimentant les moteurs d'automobiles dits « à explosion » ou à allumage commandé par étincelle[4] ;
- le gazole constituant la source d'énergie des véhicules diesel routiers (voitures particulières, camionnettes, camions). On peut associer au gazole d'autres produits également utilisés dans des moteurs diesel. Ce sont le fioul domestique (FOD), dans ses usages « carburant » (tracteurs agricoles, engins de travaux publics) et les différents types de carburants « marine » (bateaux de pêche, navires de toute taille)[5] ;
- le carburéacteur alimentant les avions à réaction pour tous les transports aériens domestiques et internationaux[6].

Le présent article est consacré aux carburants non routiers, à savoir tous les carburants destinés à des usages différents de ceux de la route :
- le gazole non routier alimentant les tracteurs destinés à des usages agricoles ;
- les carburants marins ;
- le carburéacteur alimentant les avions à réaction pour tous les transports aériens domestiques et internationaux.

## Taxes sur les produits pétroliers
La fiscalité des produits pétroliers et gaziers applicable en France est encadrée par le droit communautaire, en particulier les directives européennes 2008/118/CE du 16 décembre 2008 relative au régime général d’accise et 2003/96/CE du 27 octobre 2003 restructurant le cadre communautaire de taxation des produits énergétiques et de l’électricité. Sur le plan national, elle est prévue aux articles 265 et suivants du code des douanes.
Les carburants vendus aux consommateurs finals en France métropolitaine sont assujettis à deux taxes :
- la taxe intérieure de consommation sur les produits énergétiques (TICPE), en France métropolitaine, anciennement nommée taxe intérieure sur les produits pétroliers (TIPP). La TICPE est une accise, c'est-à-dire une taxe qui porte sur la quantité de carburant achetée, et non sur sa valeur. Dans les DOM, une taxe spéciale de consommation (TSC) est en vigueur, révisée tous les troismois ;
- la taxe sur la valeur ajoutée (TVA), calculée sur la somme du prix hors taxes et du montant de la TICPE. Son taux est stable à 20 % depuis 2014, après avoir été à 19,6 % entre 2000 et 2014. Elle est de 13 % sur les carburants vendus en Corse.

## Gazole non routier

### Produit
Le GNR (Gasoil non routier ou Gazole non routier) est un carburant de couleur rouge utilisé pour alimenter les engins mobiles non routiers, notamment dans les secteurs agricoles, forestiers, fluviaux ou les travaux publics. Ses caractéristiques sont identiques à celles du gazole routier à l’exception de sa couleur rouge et de l’adjonction d’un traceur administratif.
Ce produit est apparu à la suite de la directive 2009/30/CE qui avait pour objectif de limiter la pollution atmosphérique et qui imposait l'utilisation d’un gazole avec une très faible teneur en soufre (10 mg/kg), pour les engins mobiles non routiers et permettre le développement des dispositifs de traitement des gaz d'échappement et réduire les émissions des engins concernés. En France, l'arrêté du 31 décembre 2010 rend l'usage du gazole routier obligatoire à compter du 1er mai 2011 l'ensemble des engins mobiles non routiers hors tracteurs agricoles ou forestiers, bateaux de plaisance et bateaux de navigation intérieure et à compter du 1er novembre 2011 pour tous les engins mobiles non routiers. Depuis 2011, l’usage fioul domestique est désormais limité aux installations fixes.

### Prix

Évolution du cours du gazole non routier en France entre 2006 et novembre 2018.

Entre janvier 2016 et octobre 2018, le cours du gazole connaît une hausse relativement continue, passant de 0,339 €/l HT le 15 janvier 2016 à 0,6695 €/l HT le 5 octobre 2018 et, toutes taxes comprises, de 0,5608 €/l à 1,0293 €/l.

### Taxes

#### Fiscalité réduite
Les usagers du gazole non routier bénéficient d'une fiscalité réduite consistant en un remboursement partiel de la TICPE (article 32 de la loi no 2013-1278). Ainsi le montant des remboursements pour les quantités acquises à compter de 2014 est égal à la différence entre la TICPE applicable aux produits considérés et les montants de 3,86 €/hl.

#### Fin de la fiscalité réduite pour les activités non agricoles en 2019?
Le ministre de l'Économie annonce le lundi 24 septembre 2018, à l'occasion de la présentation du projet de loi de finances pour 2019, la fin de la niche fiscale sur le gazole non routier à l'exception de celui utilisé par les agriculteurs.  Les usages impactés par la mesure sont les moteurs stationnaires dans les entreprises, les installations et machines utilisées dans la construction, le génie civil et les travaux publics, ainsi que les autres véhicules destinés à une utilisation en dehors des voies ouvertes à la circulation publique. L’alignement de la fiscalité du gazole non routier sur celle du gazole contribuerait à générer une hausse de prix de carburant de l’ordre de plus de 50 centimes d’euros par litre (soit plus de 50 %), et ce, dès 2019. Dès octobre, la Chambre nationale des artisans des travaux publics et du paysage se mobilise en interpellant les élus nationaux sur les risques d'une telle mesure. Selon elle, elle serait susceptible d'entraîner la fermeture de nombreuses petites entreprises des travaux publics qui n’ont pas les moyens de répercuter une telle hausse sur leurs clients. Elle introduirait également une discrimination entre les entreprises des travaux publics, du bâtiment et du paysage d’une part et les entreprises relevant du secteur agricole. Elle pourrait également conduite à une explosion des vols de carburants.
En Bretagne, certains des indépendants du secteur des travaux publics passent à l'action en bloquant le dépôt pétrolier de Lorient (Morbihan) à partir du 27 novembre 2018, ce qui conduit à une rupture d'approvisionnement d'un certain nombre de stations-service le 2 décembre 2018. Ils revêtent un gilet orange pour se différencier du mouvement des Gilets jaunes.
Afin de tenter d'apaiser la fronde des Gilets jaunes, le Premier ministre Édouard Philippe annonce le 4 décembre 2018 un moratoire de six mois sur la hausse de la taxe sur les carburants prévue le 1er janvier 2019, ainsi d'ailleurs que sur les prix du gaz et de l'électricité. L'alignement du prix du gazole non routier sur le prix du gazole classique fait partie aussi du moratoire.

## Carburants marins

### Produits
Appelés « carburants marine » ou « carburants marins », les carburants lourds sont utilisés dans des moteurs Diesel servant à la propulsion des gros navires et développant des puissances comprises entre 2 000 et 50 000 kilowatts. Ils se répartissent en deux grandes catégories : les « distillats » et les « résidus ». Les premiers, plus nobles, sont réservés à l'alimentation des bateaux d'un tonnage moyen, tandis que les seconds sont utilisés sur les bâtiments les plus importants. Leur classification est complexe, puisqu'il existe sur le marché quatre types de distillats et quinze types de résidus. Les principaux sont :
- le gazole pêche (GOP), un gazole de qualité supérieure utilisé par tous les navires équipés de motorisations diesel. Ses caractéristiques : une meilleure tenue au froid, une température limite de filtrabilité (TLF) -15 °C en hiver et un meilleur rendement moteur grâce à un indice de cétane élevé[19] ;
- le diesel marine léger (DML), un gazole marin de référence internationale utilisé par tous les navires équipés de motorisations diesel. C’est un gazole bleu avec un taux maximum de 0.1% de soufre, dont les caractéristiques de tenues au froid sont saisonnalisées, la température limite de filtrabilité (TLF) est inférieure ou égale à -4 °C en hiver et <=+2 °C en été ;
- l'essence bleue SP98, une essence sans plomb bleue destinée, en général, pour tous les bateaux équipés de motorisation à essence ;
- le fioul soute marine est destiné aux navires de commerce (tankers, conteneurs, ferries, vraquiers, …) internationaux. Il s’agit d’un fioul à haute ou basse teneur en soufre vendu hors taxe, et adapté aux spécifications techniques des moteurs sur ce type de navire. Ses caractéristiques sont définies par l'arrêté du 30 juin 2010[20].

### Taxes
Les livraisons de produits pétroliers à l'avitaillement des navires et des bateaux de pêche (hors bateaux de plaisance) sont exonérées de TICPE (article 265 bis du code des douanes).

## Carburants aviation

### Produits
Suivant le type de propulsion (turbines, moteurs à pistons), les aéronefs brûlent différents types de carburants, dits « carburants aviation ».

#### Carburants basés sur le kérosène
Les moteurs d'aviation à turbine (turboréacteurs, turbopropulseurs) utilisent des carburants à base de kérosène.  En aviation civile, le carburant de ce type le plus répandu est le Jet A-1, défini par la norme internationale AFQRJOS (Aviation Fuel Quality Requirements for Jointly Operated Systems), qui gèle au minimum à −47 °C (car  c'est la limite inférieure définie par l'AFQRJOS).

#### Essence aviation et Diesel
Les moteurs à pistons d'avions fonctionnent traditionnellement avec de l'essence aviation (Avgas 100LL et 110LL, anciennement aussi 115), un carburant similaire à l'essence automobile mais à plus fort indice d'octane, contenant du plomb tétraéthyle, d'une formulation très peu agressive (pas d'alcools ni de solvants) et parfaitement asséché (pour éviter le givrage). En raison du coût élevé de l'essence aviation, certains moteurs peu puissants de petits appareils peuvent, avec des restrictions d'utilisation, fonctionner avec de l'essence automobile (mogas). Les compagnies pétrolières proposant de l'essence aviation sont traditionnellement les mêmes que pour l'automobile : Air Total et BP Air ainsi que la  Shell par exemple, ou plus récemment Petroplus.

#### Taxes
Les livraisons de produits pétroliers à l’avitaillement des avions (autre que les avions de tourisme) sont exonérées de TICPE (article 265 bis du code des douanes).